# Matroska
|  | For de russiske dukker, se Matrjosjka |
Matroska Multimedia Container er en åben standard og et filformat, som kan indeholde et ubegrænset antal video-, audio-, billed- eller undertekstspor i en enkelt fil. Intentionen fra udviklerne er, at Matroska skal kunne benyttes som et universelt filformat til lagring af almindeligt multimedieindhold, så som film eller TV-programmer. Matroska ligner i udgangspunktet andre containerformater så som AVI, MP4 eller ASF, men formatet er fuldstændigt åbent specificeret og mestendels baseret på open source software. Matroska-filer eksisterer i filtyperne .MKV (video) (evt. med indlejrede undertekstspor og/eller lydspor), .MKA (audio), .MKS (rene undertekstfiler) samt .MK3D (stereoskopisk 3D video).
Den 31. oktober 2014 bekræftede Microsoft, at firmaets kommende operativsystem, Windows 10, vil understøtte såvel det velkendte, tabsfrie lydformat, FLAC (Free Lossless Audio Codec), videoformatet HEVC (High Efficiency Video Coding) samt mediecontaineren, Matroska (MKV) som standard.
Apples Safari-browser fik indbygget understøttelse af den Matroska-baserede WebM-container med VP9 video-codec'et i forbindelse med "Big Sur"-opgraderingen af MacOS X operativsystemet 12. november 2020. Dette er foreløbig det eneste stykke Apple-programmel med indbygget Matroska-understøttelse.

## Teknik
Matroska-filer kan tilføjes kapitler ligesom eksempelvis DVD Video og Blu-ray-medier, og kan som sådan lagre alle disse fastmediers digitale elementer (uden kvalitetstab) i én enkelt fil, som kan afspilles. Ydermere indebærer formatets EBML (et binært XML sprog) struktur, at principielt alle video- og lydkompressionsformater umiddelbart kan lagres i én og samme Matroska video- eller audiofil – eksempelvis som én afspilbar videofil med flere forskellige valgbare lyd- eller undertekstspor. Indekserede segmenter eller hele videofiler kan desuden tilføjes kryptering i stil med DRM.
Matroska har især vundet hævd som et meget flittigt anvendt filformat for (High-definition video) til deling af piratkopiering film på Internettet på grund af formatets mulighed for at indlejre alt originalt indhold fra DVD- og Blu-ray film uden omkodning til kvalitetsmæssigt ringere formater.
Den muligvis væsentligste hindring for en endnu større udbredelse har været, at de største kommercielle udbydere af digitale videoservices på Internettet (herunder Apple, Microsoft og Adobe (Flash)) har undladt at understøtte MKV-formatet, typisk med henvisning til, at der er tale om et "piratformat" eller et ikke-standard format. En anden mulig grund er, at det anses som et konkurrerende containerformat til de licensbelagte MPEG4-videocontainere så som MOV/MP4/M4V (Apple), WMV/ASF (Microsoft) og FLV/F4V (Adobe), der dog modsat Matroska alle rummer begrænsninger med hensyn til codec-understøttelse.
Projektet MEDIACONCH (CONformance CHecking for audiovisual files) er en del af det EU-støttede rammeprogram, PREFORMA, som har til formål at etablere en fælles mediestandard for digital bevaring af film på arkiver og andre bevaringsinstitutioner. Den valgte tekniske løsning består af det tabsfrie FF Video codec (FFV1) samt LPCM audio indlejret i en Matroska-container.

## Navn
Matroska (udtales "matryOSHka") er et engelsk ord afledt af det russiske ord Matrjosjka (russisk: матрёшка), som betyder iboende dukke (også kendt som "Babusjka"-dukker). Navnet på filformatet spiller netop på dette navn (et medium/dukke indlejret i et/en andet/andet medium/dukke). Den lidt løse oversættelse kan forvirre russisktalende, da det russiske ord matroska (russisk: матроска) faktisk betyder matrosuniform.

## Historie
Matroska-udviklingsprojektet blev iværksat i December 2002 og er baseret på Extensible Binary Meta Language (EBML) i stedet for et mere traditionelt binært format.[kilde mangler]
I 2010, blev det meddelt, at WebM container-formatet ville blive baseret på en profil af Matroska container-formatet kombineret med VPx video og Vorbis/Opus audio formaterne.
Alliance For Open Media's nye, åbne, royalty-frie videoformat AOmedia Video 1 (normalt betegnet AV1), som forventes at blive den nye videostandard for videodistribution anbefalet af Internet Engineering Task Force (IETF) understøttes ligeledes i Matroska-containeren.

## Målsætninger
Anvendelsen af EBML indebærer store udvidelsesmuligheder for fremtidige formatændringer. Matroska-teamet har givet udtryk for deres langsigtede målsætninger på Doom9.org og hydrogenaudio.org.
Nedenstående er omtalt som "målsætninger", og altså ikke i alle tilfælde allerede realiserede mål:
- at skabe et moderne, fleksibelt, udvidelsesparat, platformuafhængigt multimedie container-format;
- at udvikle en stabil og robust streaming understøttelse;
- at udvikle et menusystem, der svarer til DVD'er baseret på EBML (denne funktion synes at være blevet opgivet) [redigér]
- at udvikle et sæt af værktøjer til oprettelse og redigering af Matroska-filer;
- at udvikle biblioteker, der kan sætte udviklere i stand til at tilføje Matroska-understøttelse til deres programmer og applikationer;
- samarbejde med hardwareproducenter med henblik på at sikre Matroska-understøttelse i multimedieudstyr;
- at fremme medfødt Matroska-understøttelse i forskellige operativsystemer og hardwareplatforme.

## Softwareunderstøttelse
Herunder er listet programmer, som har naturligt indbygget understøttelse af Matroska-formatet. MKV-containeren er bredt understøttet i open source programmer til videoredigering. Derimod er understøttelsen generelt fraværende i kommercielt licenserede videoredigeringsprogrammer målrettet professionelle.

### Redskabsprogrammer
| Navn                                  | Operativsystem |
| ------------------------------------- | -------------- |
| Avidemux                              | Cross-platform |
| Davinci Resolve                       | Cross-platform |
| DivX Plus Converter (DivX Plus HD)    | Windows        |
| HandBrake                             | Cross-platform |
| FFmpeg                                | Cross-platform |
| FormatFactory                         | Windows        |
| Freemake Video Converter              | Windows        |
| LiVES                                 | Cross-platform |
| MakeMKV                               | Cross-platform |
| MediaCoder                            | Windows        |
| MKVToolNIX Officiel MKV editor        | Cross-platform |
| Perian Quicktime Plugin for Mac OS X  | Mac OS X       |
| PiTiVi                                | Linux          |
| Shutter Encoder                       | Cross-platform |
| Total Video Converter                 | Windows        |
| VidCoder                              | Cross-platform |
| VirtualDubMod                         | Windows        |
| GDSmux (part of haali media splitter) | Windows        |
| XMedia Recode                         | Windows        |

## Hardwareunderstøttelse
Stort set al forbrugerelektronik med mulighed for afspilning af lokale videofiler understøtter MKV-containerformatet. Men da de indeholdte video- og lydformater i MKV-filer ikke er fastlagt på forhånd ligesom i eksempelvis MP4-filer, er "MKV-understøttelse" af og til en sandhed med modifikationer. I praksis benyttes stort set altid H.264 (AVC, MPEG4 part 14), H.265 (HEVC) eller VP9 video. Lydformatet vil derimod oftere variere, da MKV i modsætning til MP4 giver mulighed for at bevare originale DTS surround lydspor fra DVD og Blu-ray medier.
(Se Wikipedia-artikel om Matroska på engelsk)

## Licenser
Matroska er en non-profit organisation med officiel adresse i Prouvy i Frankrig . Officielle henvendelser angående kommerciel implementering af formatet besvares herfra. Logo samt varemærket kan ikke benyttes uden tilladelse, men selve specifikationen er åbne for alle.
Matroska-projektet er en åben standard, som frit kan benyttes, og de tekniske specifikationer kan anvendes til såvel privat som kommerciel brug. Matroskas udviklere udgiver projektets kildefiler og arbejdsbiblioteker under LGPL licens, og parsing- og afspilnings-biblioteker under BSD licenses.

## Se i øvrigt
- Combined Community Codec Pack
- Comparison of container formats
- Open source codecs and containers
- SubStation Alpha (SSA/ASS Subtitles)

## Eksterne links
- Officielle Matroska-hjemmeside